# Ånn
Ånn ist eine Ortschaft (småort) in der Gemeinde Åre der schwedischen Provinz Jämtlands län und der historischen Provinz Jämtland.
Ånn liegt an der Europastraße E14 zwischen Trondheim und Östersund, etwa 30 km östlich der Staatsgrenze von Schweden und Norwegen, am Ufer des 59 km² großen, nahezu kreisrunden Sees Ånnsjön.